# Чжигуай
Чжигуай, чжигуай сяошо (кит. трад. 志怪小說, упр. 志怪小说, пиньинь zhìguài xiǎoshuō), переводится как «рассказы о чудесах», «рассказы о странном» или «записи о необычном» — жанр китайской литературы, появившийся при династии Хань и развивавшийся после падения династии в 220 г. н. э., в том числе при династии Тан (618—907 гг. н. э.). Чжигуай были одними из первых примеров китайской художественной литературы и касались существования сверхъестественного, воскрешения и реинкарнации, богов, призраков и духов.
Роберт Форд Кампани считает, что ранние произведения жанра характеризовались относительно краткой формой, часто только списком сюжетных ходов или описаний, изложенных не рифмованной классической прозой с «ясным и первичным» акцентом на необычайные вещи, с буддийской или даосской моралью. Кампани, однако, не считает эти рассказы образцами «вымысла», поскольку их авторы полагали, что их рассказы основаны на фактах. Лидия Син-Чэнь Чан предполагает, что одна из функций этого жанра заключалась в обеспечении «контекста, в котором неизвестному можно приписывать имена и значения и, следовательно, делать его „известным“, контролируемым и используемым».

## История и примеры
Термин чжигуай является намёком на отрывок из внутренних глав «Чжуан-цзы».
Антология начала IV века «Записки о поисках духов» (Соу шэнь цзи), собранная Гань Бао, является наиболее известным ранним источником чжигуай и содержит самые ранние версии ряда китайских народных легенд. Многие из них имеют изначально индийское происхождение и использовались для распространения буддийских концепций, таких как реинкарнация. Ещё одна из самых богатых ранних коллекций чжигуай — это Ю мин лу (Истории тьмы и света), собранная Лю Ицином (кит. 劉義慶, 403—444 гг.), который также составил «Новые повествования нашего века» (Шишо синью). При династии Тан границы между чжигуай и чуаньци (странные истории) становились всё более размытыми, и среди исследователей есть разногласия по поводу различия между ними. Многие рассказы обоих типов были сохранены в антологии X века Тайпин гуанцзы («Обширные записи эпохи тайпин»).
При поздней династии Мин и ранней династии Цин собрания чжигуай и чуаньци были широко переизданы и дополнены современными произведениями. Джудит Цейтлин предполагает, что рассказы о чудесах «неизбежно начали терять чувство новизны и стали казаться стереотипом …», и поэтому таким писателям, как Пу Сунлин, необходимо было привнести новизну в понятие о «странном». Его необычное собрание коротких произведений «Описание чудесного из кабинета Ляо», в котором характерные черты чжигуай сочетаются с чертами других жанров, осталось незавершённым после его смерти в 1715 году.
В XXI веке произведения в жанре чжигуай продолжают появляться в Китае в печати и на экране.